# Atentados a ônibus em Nairóbi em 2014
Em 4 de maio de 2014, dois dispositivos explosivos improvisados explodiram em ônibus em Nairóbi, Quênia, matando três pessoas e ferindo sessenta e duas. Ambas as bombas explodiram no nordeste de Nairóbi na Estrada Thika, uma rodovia de acesso controlado de oito faixas, e detonaram a 1 quilômetro de distância uma da outra. Vinte dos feridos estavam em estado crítico após a explosão.

## Antecedentes
Em outubro de 2011, o Quênia enviou soldados em uma operação coordenada com o exército somali contra o grupo militante Al-Shabaab no sul da Somália. O Al-Shabaab prometeu lançar ataques no Quênia em retaliação. Em abril de 2014, as autoridades quenianas anunciaram uma operação de segurança, após vários ataques terroristas.
Em 3 de maio de 2014, três pessoas foram mortas e quinze feridas quando uma granada de mão foi detonada dentro de um ônibus em Mombaça, Quênia. Em outro incidente ocorrido no mesmo dia, um dispositivo explosivo improvisado foi depositado dentro de uma bolsa em uma praia. A bolsa foi notada, e nenhuma vítima foi registrada depois que "as pessoas buscaram abrigo".

## Ataque
Em 4 de maio de 2014, quando os ônibus de 45 lugares estavam "lotados de passageiros", duas bombas explodiram em diferentes ônibus a aproximadamente 1 quilômetro de distância. As explosões ocorreram fora do hotel Safari Park e em uma passagem subterrânea próxima ao Shopping TRM. De acordo com o Centro Nacional de Operações de Desastres do Quênia, vinte das pessoas feridas estavam em estado crítico após a explosão. Fotos mostraram que um ônibus tinha um grande buraco na lateral, e o outro teve suas portas e janelas arrancadas pela explosão. A maioria das vítimas eram mulheres e crianças. Membros do DPS-TRU (Serviços de Proteção Diplomática - Unidade de Resposta Tática) e DPS-K9 (Unidade de Detecção de Explosivos) que estavam no shopping TRM no momento da explosão, correram e ajudaram os feridos, examinaram e protegeram o ônibus para coletar evidências, além de ordenar que o público se mantivesse afastado do ônibus, pois havia possibilidade de um segundo dispositivo explosivo. Cerca de 30-40 minutos depois, eles transferiram o controle para o GSU (Unidade de Serviço Geral) que chegou ao local.

## Respostas iniciais
Os relatos divergiram sobre a natureza dos dispositivos explosivos, com alguns afirmando que os "dispositivos explosivos caseiros" eram granadas. Os relatórios iniciais de vítimas falavam em dois mortos e vinte e sete feridos, mas esse número aumentou com o passar do tempo. Nenhum grupo ou indivíduo se apresentou para reivindicar a responsabilidade pelos ataques. No entanto, o governo queniano culpou o Al-Shabaab pelos incidentes.

## Reações
O Vice-presidente queniano William Ruto declarou que "as agências de segurança estão em busca dos perpetradores deste ato hediondo e covarde", enquanto o Presidente queniano Uhuru Kenyatta disse que "os terroristas serão tratados como os criminosos cruéis que são".